# Joseph Vernet
Joseph Vernet (1714. – 1789. je bio francuski grafičar. Neka se njegova djela nalaze u Galeriji starih i novih majstora Gradskog muzeja u Varaždinu. Rodom je iz Avignona. U Rimu su ga trenirali Bernardino Fergioni i Adrien Manglard.